# Cristina Garmendia
Pour les articles homonymes, voir Garmendia et Mendizábal.
Cristina Garmendia Mendizábal, née le 21 février 1962 à Saint-Sébastien, est une entrepreneur et femme politique espagnole.
Elle est ministre de la Science et de l'Innovation entre 2008 et 2011.

## Biographie

### Études
Après avoir passé son enfance et sa jeunesse au Pays basque, elle déménage à Séville en 1980. Elle s'inscrit alors à l'université de la ville pour y étudier la biologie, et plus spécialement la génétique.
Elle obtient sa licence, puis quitte l'Andalousie pour Madrid. Là, elle intègre l'université autonome, où elle occupe un poste d'assistante au département de génétique et de biologie moléculaire. Parallèlement, elle poursuit ses études au conseil supérieur de la recherche scientifique (CSIC).
Ayant passé avec succès son doctorat de biologie moléculaire à l'université autonome de Madrid en 1989, elle achève son cursus trois ans plus tard, avec l'obtention d'une maîtrise en administration des affaires à l'IESE Business School de l'université de Navarre.

### Premières années professionnelles
À partir de cette même année 1992, elle intègre le groupe Amasúa, qui relève de l'industrie de la pêche. Elle y exerce diverses responsabilités dans le domaine du développement commercial, allant jusqu'à occuper les postes stratégiques de vice-présidente exécutive et directrice financière. Elle abandonne l'entreprise en 2001.

### Fondation de Genetrix
En 2000 en effet, avec l'aide d'un professeur du CSIC, elle fonde l'entreprise Genetrix, spécialisée dans le développement des technologies biomédicales et des médicaments. Il s'agit là de la première entreprise privée créée à partir des travaux de recherche du centre national de la biotechnologie.
Présidente de Genetrix, elle participe à d'autres projets dans le domaine de la biotechnologie, transformant sa société en une corporation d'une dizaine d'entreprises. Elle est élue présidente de l'association espagnole des bioentreprises (Asebio) en 2006 et entre deux ans plus tard au comité directeur de la Confédération espagnole des organisations d'entreprises (CEOE).

### Ministre de la Science
Le 14 avril 2008, environ un mois après la victoire relative des socialistes aux élections législatives, le président du gouvernement José Luis Rodríguez Zapatero décide de nommer Cristina Garmendia ministre de la Science et de l'Innovation. Elle abandonne alors la présidence de Genetrix, de l'Asebio et ses fonctions à la CEOE. Pour la première fois, un seul ministère regroupait l'ensemble des organismes de l'État destinés à la promotion de la recherche, du développement et de l'innovation (I+D+i). À partir de 2010, son budget est gelé, puis réduit en conséquence des politiques d'austérité mises en œuvre par le gouvernement espagnol.

### Retour dans le privé
Ne s'étant pas présentée aux élections anticipées du 20 novembre 2011, elle est relevée de ses fonctions le 22 décembre suivant, ses compétences étant reprises par le ministre de l'Économie Luis de Guindos. Elle reprend alors ses activités professionnelles dans le domaine de la biotechnologie. En 2014, elle devient la présidente de la Fondation Espagne constitutionnelle, constituée par quarante anciens ministres.